# Ariane saphirine
Amazilia lactea
Espèce
Statut de conservation UICN

 LC  : Préoccupation mineure
Statut CITES
L'Ariane saphirine (Chionomesa lactea, Amazilia lactea ou Polyerata lactea) est une espèce d’oiseaux appartenant à la famille des Trochilidae.

## Répartition
Cette espèce se rencontre en Bolivie, au Brésil, au Pérou et au Venezuela. Sa présence en Équateur n'est pas attestée.

## Habitat
Cet oiseau vit dans les forêts tropicales et subtropicales humides de basse altitude mais aussi dans les anciennes forêts fortement dégradées.

Carte de répartition de l'espèce

## Description
Cette espèce mesure 8 à 11 cm pour une masse moyenne de 4 g chez le mâle et de 3,6 g chez la femelle.

## Alimentation
Cet oiseau consomme le nectar de nombreuses fleurs autochtones et introduites comme Kalanchoe delagoensis. Des insectes sont également capturés en vol.

## Sous-espèces
D'après Alan P. Peterson, cet oiseau est représenté par trois sous-espèces :
- Amazilia lactea bartletti  (Gould), 1866 ;
- Amazilia lactea lactea  (Lesson), 1832 ;
- Amazilia lactea zimmeri  (Gilliard), 1941.

## Sources
- del Hoyo J., Elliott A. & Sargatal J. (1999) Handbook of the Birds of the World, Volume 5, Barn-owls to Hummingbirds. BirdLife International, Lynx Edicions, Barcelona, 759 p.
- (en) Congrès ornithologique international : Amazilia lactea dans l'ordre Apodiformes (consulté le 13 mai 2015)
- (fr + en)  Avibase : Amazilia lactea (+ répartition) (consulté le 1er juillet 2015)
- (en) CITES : Amazilia lactea (Lesson, 1832  (+ répartition sur Species+) (consulté le 1er juillet 2015)
- (en) UICN : espèce Amazilia lactea (Lesson, 1832 (consulté le 1er juillet 2015)
- (en) Zoonomen Nomenclature Resource (Alan P. Peterson) : Amazilia lactea